# Школа права Университета Вашингтона и Ли
Школа права Университета Вашингтона и Ли (англ. Washington and Lee University School of Law) — частная юридическая школа, аккредитованная Американской ассоциацией адвокатов, расположена в городе Лексингтон, штат Вирджиния, США. Основана в 1849 году.
Школа права занимает одну из ведущих позиций в национальной рейтинге американских школ права (33-е место).

## История
Юридическая школа была основана в 1849 году федеральным судьёй США Джоном Уайтом Брокенброу и является 16-й старейшей действующей юридической школой в Соединённых Штатах и третьей по старшинству в штате Вирджинии. Юридическая школа не была интегрирована в Университет Вашингтона и Ли (тогда известный как Вашингтонский колледж) до окончания Гражданской войны, когда Роберт Э. Ли был президентом университета. В 1866 году генерал Ли присоединил школу к колледжу и назначил судью Брокенброу первым деканом.
В 1920 году Школа права Университета Вашингтона и Ли вступила в Ассоциацию американских юридических школ. 
С 1939 года Школа стала регулярно выпускать юридический журнал — The Washington and Lee Law Review.